# Tenaspis angularis
Tenaspis angularis är en skalbaggsart som först beskrevs av Henry Stephen Gorham 1880.  Tenaspis angularis ingår i släktet Tenaspis och familjen lysmaskar. Inga underarter finns listade i Catalogue of Life.